# Rafael Coronado
Rafael Coronado Roldán (5 de junio de 1990, Dos Hermanas, Andalucía, España-ib, 15 de marzo de 2013) fue un voleibolista español. Comenzó a jugar a voleibol en el Colegio Cervantes de su localidad natal ganando en un campeonato de España con la selección andaluza cadete.
En 2008 pasa a formar parte del Club Voleibol Esquimo con el que llega a jugar algunos partidos. El 15 de marzo de 2013 fallece a causa de infarto en casa de sus padres.